# بی‌ای‌پی آنگاموس (اس‌اس-۳۱)
بی‌ای‌پی آنگاموس (اس‌اس-۳۱) (به انگلیسی: BAP Angamos (SS-31)) یک زیردریایی است که طول آن 55.9 m می‌باشد. این زیردریایی در سال ۱۹۷۹ ساخته شد.